# Saldo
Der Saldo ist in der Buchführung die Differenz zwischen der Soll- und der Habenseite eines Kontos.

## Allgemeines
Das Substantiv wurde um 1600 von italienisch saldo für „Rechnungsabschluss“ ins Deutsche übernommen, das auf italienisch saldare „zusammenfügen, ein Konto ausgleichen, Soll und Haben aufrechnen“ zurückgeht, das wiederum von italienisch saldo „fest, dicht, vollständig“ gebildet ist, welches sich von lateinisch solidus „dicht, fest“ ableitet. Eine früher vermutete Ableitung von Solidus (Münzbezeichnung) wird inzwischen nicht mehr angenommen.
Es wird umgangssprachlich auch als Synonym für einen Differenzbetrag oder Zahlungsrest verwendet. Der Saldo (Plural Saldos, Saldi oder Salden) ist ein neutraler Begriff, er ist konkret eine Forderung oder eine Verbindlichkeit, ein Gewinn oder ein Verlust, eine Einnahme oder Ausgabe, ein Überschuss oder Defizit.
Sind die Umsätze auf einem Konto im Soll (= linke Kontoseite) größer als im Haben (= rechte Kontoseite), entsteht ein Sollsaldo, andernfalls ein Habensaldo. Der Saldo ist also nach der größeren Kontoseite benannt und wird als Ausgleichsposten auf der kleineren Kontoseite eingesetzt, sodass alle Konten formal stets ausgeglichen sind; der Begriff Bilanz (lateinisch bilancia, „Waage“) weist darauf hin. Der Saldo zeigt den Wert eines Kontos an, mit dem es in die Bilanz oder in die Gewinn- und Verlustrechnung übertragen wird. Bei letzterer wird der Erfolg als der Saldo zwischen Aufwendungen und Erträgen definiert.

## Rechtsfragen
Beim Kontokorrent des § 355 HGB – das auch den Girokonten zugrunde liegt – wird der Saldo als Überschuss bezeichnet, der der einen oder anderen Vertragspartei zusteht (§ 355 Abs. 1 HGB). Der Sollsaldo ist dementsprechend ein debitorischer, der Habensaldo ein kreditorischer Kontostand. Der Saldo muss mindestens einmal pro Jahr durch den Rechnungsabschluss festgestellt werden.
Beim Girokonto sehen die AGB der Kreditinstitute häufig vierteljährliche Rechnungsabschlüsse vor. Der Kontoauszug, den die Kreditinstitute für ihre Kunden erstellen, ist mithin rechtlich keine Saldoanerkenntnis, sondern lediglich als informatorischer Tagessaldo zu bewerten. Im Kontoauszug werden die Belastungen (Bankgebühren, Barauszahlungen, Lastschriften, Sollzinsen, Überweisungen, Echtzeitüberweisungen) und Gutschriften (Bareinzahlungen, Habenzinsen, Überweisungen) zu einem Saldo verrechnet; dieser Verrechnungsvorgang wird auch „Saldierung“ genannt. Die Rechtsnatur dieser in das Kontokorrent einzustellenden einzelnen Transaktionen ändert sich zwar nicht, ihre isolierte Geltendmachung ist aber nicht mehr möglich. Dementsprechend können sie einzeln auch nicht mehr Gegenstand einer Abtretung, Verpfändung, Kontopfändung oder Aufrechnung sein. Wird gleichwohl ein Anspruch selbständig eingeklagt, so steht dem die Einwendung der Kontokorrentbindung entgegen. Mit dem durch Verrechnung ermittelten Saldo, der durch Rechtsgeschäft anerkannt werden muss (Saldoanerkenntnis), entsteht eine eigenständige Forderung, die selbständig abgetreten, verpfändet oder gepfändet werden kann. Nur noch der anerkannte Saldo ist daher Gegenstand von Verfügungen.
Während ein Habensaldo des Bankkunden auf dem Girokonto eine Forderung aus unregelmäßiger Verwahrung nach § 700 BGB darstellt, ist der Sollsaldo eine Darlehensverbindlichkeit im Sinne des § 488 BGB. Ein- und Auszahlungen auf das Bankkonto sind daher in aller Regel auch Akte zur Begründung oder Erfüllung der genannten Schuldverhältnisse oder einzelner Pflichten aus ihnen. Im Falle kreditorischen Kontostands (Habensaldo) stellen Barauszahlungen die Rückgabe des für den Kunden verwahrten (§ 688 BGB) und Bareinzahlungen die Hingabe des zu verwahrenden Geldes dar (§ 700 BGB), bei debitorischem Kontostand (Sollsaldo) dagegen sind Barauszahlungen als Kreditauszahlungen, Bareinzahlungen als Kreditrückzahlungen anzusehen (§§ 488 ff. BGB).

## Salden im Bankwesen
Man unterscheidet zwischen dem Valutensaldo, Buchsaldo und irreführenden Salden:

### Valutarischer Saldo oder Valutensaldo
Der aktuelle oder valutarische Saldo beinhaltet alle Kontobewegungen, die mit einer Zinswirkung bis zum Tag der Saldoermittlung verbunden sind, berücksichtigt also nicht etwaige Buchungen mit späterem Wertstellungstermin wie beispielsweise Scheck- und Lastschriftbuchungen oder offene Wertpapier-, Devisen-, Sorten oder Edelmetallabrechnungen, deren Zinswirkung erst später eintritt. Dieser valutarische Saldo ist der Saldo, mit dem der Kontoinhaber eigentlich kalkulieren muss.

### Buchsaldo
Der Saldo dagegen, der alle Buchungen ohne Rücksicht auf ihre Zinswirkung erfasst, wird in der Umgangssprache häufig als Buchsaldo oder Kontostand bezeichnet. Dieser Saldo beinhaltet alle vorhandenen Kontoumsätze, selbst wenn sie noch keine Zinswirkung entfalten. Auch aus Sicht der Buchhaltung wird unter Saldo der buchungsmäßige Saldo verstanden, d. h. der Saldo aller aktuell getätigten Buchungen. Das bedeutet, dass hierbei alle bis dahin bekannten Kontoumsätze aufgeführt werden, auch wenn die Wertstellung (Valuta) erst später erfolgt und die Zinswirkung folglich auch erst mit Erreichen des Wertstellungsdatums eintritt.

### Irreführender Saldo
Die obige Unterscheidung der Saldenarten zeigt die Komplexität dieses Themas, die von einem durchschnittlichen Bankkunden nur schwer zu durchschauen ist. Wird im Online Banking oder am Geldautomaten ein Saldo angezeigt, stellt sich die Frage, um welchen Saldo es sich hier handelt. Jedenfalls darf bei einem Habensaldo der Kunde davon ausgehen, dass er hierüber sofort verfügen kann. Das muss jedoch bei einem angezeigten Buchsaldo nicht der Fall sein. Dem Bundesgerichtshof (BGH) lag im Jahre 2002 ein Fall zur Entscheidung vor, bei dem eine Rentnerin am 29. September eine Kontostandsauskunft über ihren aktuellen (Buch-)Saldo erhielt, der bereits ihre künftige Rentengutschrift mit Wertstellung 1. Oktober enthielt. Hierzu entschied der BGH, dass es unzulässig sei, wenn die Bank den Buchsaldo am Geldautomaten anzeige. Dies führe dazu, dass der Kunde Gelder abhebe, die zwar bereits buchungsmäßig, doch noch nicht auch schon valutarisch dem Konto gutgeschrieben sind. Damit verletzten die Kreditinstitute ihre vertraglichen Pflichten aus einem Girovertrag, wenn sie Kontoinhabern jeweils in den letzten Tagen des Monats auf Kontostandsabfragen am Geldautomaten unrichtige Auskünfte über den Stand ihrer Girokonten erteilten (§§ 676f, § 675 Abs. 1 BGB in Verbindung mit § 666 BGB). Diese Irreführung von Kunden sei ohne Weiteres vermeidbar, entweder durch aufklärende Hinweise oder durch (teilweisen) Verzicht auf den zusätzlichen Kundenservice einer automatisierten Auskunft über den Kontostand. Die Kontostandsauskunft am Geldautomaten sei dem BGH zufolge durch die Ausweisung von Rentenzahlungen vor ihrer Wertstellung als Guthaben so eingerichtet, dass eine Vielzahl von Kunden bei einer Kontostandsabfrage irregeführt werden kann. Die Kunden könnten durch diese Kontostandsauskunft veranlasst werden, durch ungewollte Kontoüberziehungen Kredite der Banken in Anspruch zu nehmen, die sie bei zutreffender Kontostandsangabe nicht in Anspruch genommen hätten. In Fortführung dieser Rechtsprechung entschied der BGH im Jahre 2007, dass auch Kontoauszüge irreführend sind, deren Kontosaldo nicht wertgestellte Beträge mit einbezieht (über die also bis zur Wertstellung noch nicht ohne Belastung mit Sollzinsen verfügt werden kann), selbst wenn die Einzelumsätze die unterschiedlichen Wertstellungen anzeigen.
Abweichungen zwischen Buchungs- und Wertstellungstag, die sich dem ausgewiesenen Tagessaldo nicht unmittelbar entnehmen lassen, treten im Massenzahlungsverkehr häufig auf. Allerdings, so stellte der BGH weiter fest, sei der so angegebene Kontostand nicht unrichtig. Denn er gebe das für den Kunden verfügbare Tagesguthaben zutreffend wieder, das von den für die Zinsberechnung maßgeblichen Zwischensalden zu unterscheiden sei. Auch objektiv zutreffende Angaben könnten jedoch irreführend sein, wenn ein beachtlicher Teil der angesprochenen Kontoinhaber damit eine unrichtige Vorstellung verbinde. Nach Auffassung des BGH erkennt jedenfalls ein erheblicher Teil der Bankkunden mangels eines entsprechenden Hinweises beim Kontostand den Unterschied zwischen verfügbarem Kontostand und zinsfrei verfügbarem Guthaben nicht, sodass bei diesen Kunden unrichtige Vorstellungen darüber entstehen, in welchem Umfang sie ohne Zinsbelastung verfügen können.
Die Kreditinstitute haben aufgrund dieser Rechtsprechung die Angabe des Buchsaldos weitgehend eingestellt oder berechnen keine Sollzinsen mehr für diese sogenannten verdeckten Überziehungen.

## Finanzbuchhaltung
Ein aktives Bestandskonto mit Sollsaldo wird unter den Aktiva der Bilanz des Kaufmanns linksseitig ausgewiesen, ein passives Bestandskonto mit Habensaldo unter den Passiva rechtsseitig. Aus dieser Zuordnung leiten sich die Begriffe Aktivsaldo beziehungsweise Passivsaldo ab. Erfolgskonten mit Sollsaldo (Aufwandskonten) fließen in die Gewinn- und Verlustrechnung bei den Aufwendungen ein, mit Habensaldo (Ertragskonten) bei den Erträgen. Um einen Sollsaldo auszugleichen, muss derselbe Betrag auf die Habenseite gebucht werden. Entgegengesetzt ist beim Habensaldo zu verfahren.
Die Umbuchung von Salden erfolgt beim Jahresabschluss oder wenn ein Konto geschlossen wird. Sind die offenen Posten, die den Saldo bilden, nicht bekannt, muss zuvor in der Regel eine Saldenabstimmung durchgeführt werden, da ungeklärte Salden nicht den Grundsätzen ordnungsmäßiger Buchführung entsprechen.
Innerhalb der Bilanz – die ebenfalls ein Konto darstellt – ist das Reinvermögen (Nettovermögen = Eigenkapital) der wichtigste Saldo. Er ergibt sich aus der Differenz von Bruttovermögen (Aktiva) und Schulden (Verbindlichkeiten). Ein zweiter wichtiger Saldo innerhalb der Bilanz ist das Nettogeldvermögen, das sich aus dem Zahlungsmittelbestand zuzüglich der sonstigen Forderungen und abzüglich der Verbindlichkeiten ergibt. Das Nettovermögen (Eigenkapital) ergibt sich in anderer Perspektive auch aus dem Sachvermögen zuzüglich des Saldos Nettogeldvermögen. Die Bilanz ist aus Bestandsgrößen zusammengesetzt, während die Gewinn- und Verlustrechnung aus Stromgrößen besteht; der Saldo ist stets eine Bestandsgröße.

## Haushaltssaldo
Der kameralistische öffentliche Haushalt besteht aus der Gegenüberstellung der Staatseinnahmen und Staatsausgaben. Der Unterschied zwischen beiden ist der Haushaltssaldo. Sind die Einnahmen höher als die Ausgaben, handelt es sich um einen Haushaltsüberschuss, andernfalls um ein Haushaltsdefizit. Die Defizitquote misst dabei den Anteil des Haushaltsdefizits am Bruttosozialprodukt. Zieht man von den Einnahmen die Nettokreditaufnahme und von den Ausgaben die Kreditzinsen (auf die Staatsschulden) ab, so erhält man den Primärsaldo, einer wichtigen volkswirtschaftlichen Kennzahl. Der Finanzierungssaldo ergibt sich gemäß § 13 Abs. 4 Nr. 3 BHO aus einer Gegenüberstellung der Einnahmen (mit Ausnahme der Einnahmen aus Krediten vom Kreditmarkt), der Entnahmen aus Rücklagen, der Einnahmen aus kassenmäßigen Überschüssen sowie der Münzeinnahmen einerseits und der Ausgaben (mit Ausnahme der Ausgaben zur Schuldentilgung am Kreditmarkt), der Zuführungen an Rücklagen und der Ausgaben zur Deckung eines kassenmäßigen Fehlbetrags andererseits.

## Volkswirtschaftliche Salden
Anders als die Bilanzen der Finanzbuchhaltung enthalten die volkswirtschaftlichen Bilanzen Stromgrößen. Die Zahlungsbilanz besteht aus den Teilbilanzen Leistungsbilanz (unter anderem mit den Teilbilanzen Handelsbilanz, Dienstleistungsbilanz, Erwerbs- und Vermögensbilanz), Bilanz der Vermögensübertragungen und Kapitalbilanz (Teilbilanzen: Devisenbilanz und Kapitalverkehrsbilanz). Diese Bilanzen stellen verschiedene ökonomische Stromgrößen gegenüber. Unter einem Saldo versteht man hierbei die Differenz aus empfangenen (aus dem Ausland) und geleisteten Zahlungen (in das Ausland) der einer Teilbilanz zugeordneten Transaktionen. Ist dieser Saldo positiv (also die Differenz > 0) handelt es sich um einen Überschuss oder eine aktive Teilbilanz, bei einem negativen Saldo (< 0) spricht man von einem Defizit oder einer passiven Teilbilanz. Je nachdem, welche Bilanzseite größer ist, spricht man beim Saldo von einem Zahlungsbilanzüberschuss oder Zahlungsbilanzdefizit (aktive oder passive Zahlungsbilanz), Leistungsbilanzüberschuss oder Leistungsbilanzdefizit (aktive oder passive Leistungsbilanz), Handelsbilanzüberschuss oder Handelsbilanzdefizit (aktive oder passive Handelsbilanz) usw. Aus den Salden der Handels- und Dienstleistungsbilanz ergibt sich der Außenbeitrag. Die EU-Kommission geht von einem volkswirtschaftlichen Ungleichgewicht aus, wenn der Leistungsbilanzüberschuss oder das –defizit innerhalb von 3 Jahren den Schwellenwert von 6 % des Bruttoinlandsprodukts überschreitet.

## Saldoanerkenntnis
Das Saldoanerkenntnis ist ein Rechtsgeschäft, bei dem eine Partei am Ende einer Periode die Verrechnung durchführt (die Forderungen werden saldiert) und den ermittelten Saldo zur Annahme anbietet. Nach heute herrschender Auffassung ist das Saldoanerkenntnis ein abstraktes Schuldanerkenntnis im Sinne von § 781 BGB. Die turnusmäßige Mitteilung des Saldos stellt zugleich einen Antrag auf Abschluss eines abstrakten Schuldanerkenntnisvertrages über den mitgeteilten Saldo dar. Dieser Antrag wird von der anderen Vertragspartei durch die Erklärung der Anerkennung des Saldos angenommen. Da das Saldoanerkenntnis gemäß §§ 780 BGB, § 350 HGB nicht formgebunden ist, kann die Zustimmung auch konkludent erfolgen. Diese Wirkung ist nicht zu verwechseln mit einer rechtsgeschäftlichen Genehmigung aller dem Rechnungsabschluss zugrunde liegenden Buchungen. Belastungsbuchungen wie aus Lastschriften, denen keine Forderung der Zahlstelle entspricht, werden durch das Schuldanerkenntnis weder rechtmäßig noch ohne Weiteres genehmigt. Selbst wenn der Zahlungspflichtige über mehrere Monate die Belastungsbuchungen nicht beanstandet hat, liegt hierin keine konkludente Genehmigung.
Mit Abschluss dieses neuen Vertrages erlöschen die bisher bestehenden Forderungen im Wege der Novation, und an ihre Stelle tritt der abstrakte Saldoanspruch, welcher aufgrund ausdrücklicher Anordnung des § 355 Abs. 1 HGB verzinslich ist. Er ist sowohl abtretbar, verpfändbar als auch pfändbar.

## International
Der Saldo (englisch balance, französisch équilibre, italienisch saldo) hat international dieselbe wirtschaftliche und rechtliche Bedeutung wie in Deutschland.